# Aethognathus khryzhanovskyi
Aethognathus khryzhanovskyi är en stekelart som beskrevs av Trjapitzin 1984. Aethognathus khryzhanovskyi ingår i släktet Aethognathus och familjen sköldlussteklar.
Artens utbredningsområde är Ekvatorialguinea. Inga underarter finns listade i Catalogue of Life.